# 오케스트라 앙상블 서울
오케스트라 앙상블 서울(Orchestral Ensemble Seoul)는 대한민국의 대표적인 관현악단 중 하나이다. 주 공연장은 서울 예술의전당이다.

## 주요연혁
2014년 서울대 음대 동문들에 의해 '서울대학교실내악단'이라는 이름으로 창단되었고, 2016년 현재의 악단명을 확정하였다. 2016년부터 2019년까지는 사회공헌 협력기관으로 사회적 협동조합 이음(이사장: 김종민 전 문화부장관)과 함께하며 시민의 문화향유기회를 위해 공헌했다. 베토벤 교향곡, 피아노 협주곡 전곡시리즈를 민간단체 최초로 예술의전당에서 완주했다.
2020년, 서울특별시로부터 전문예술단체로 지정받았다.

## 소개
오케스트라 앙상블 서울(Orchestral Ensemble Seoul, 이하 OES)은 대형교향악단 위주의 우리나라 음악계에 새로운 트렌드로 자리매김한 오케스트라이다. 2014년 1월, 서울대 음대 동문들에 의해 정통 실내관현악단을 지향하며 창단되었고, 2016년 현재의 악단명을 확정하고 편성 또한 확대했다. 단원과 지휘자간의 격의 없는 소통, 오랜 유대와 신뢰에서 비롯된 무대 위에서의 괄목할 시너지는 기존의 오케스트라 모델에서 찾아보기 힘든 OES만의 트레이드마크이다.
OES의 무대에서는 탁월함과 신선함, 젊음과 원숙함의 이상적인 조화를 늘 만날 수 있다. 창단 이래 바이올리니스트 김봄소리, 피아니스트 손열음을 비롯, 최정상급 아티스트들과의 지속적인 협업으로 악단의 연주력 향상에 힘쓰며, 국내 음악팬들에게 챔버 오케스트라의 묘미를 꾸준히 전하고 있다. 2018년부터 베토벤 탄생 250주년을 기념하여 민간단체로는 최초로 예술의전당에서의 <베토벤 교향곡 & 피아노 협주곡 전곡시리즈>를 기획하여 피아니스트 이진상, 문지영, 김태형, 김규연, 최희연 등 한국 대표 피아니스트들과 진행해왔으며, 2022년 예술의전당 공동기획의 베토벤 교향곡 9번 을 끝으로 완주했다.
NCM Klassik에서 취입한 앨범 <베토벤 교향곡 3번 '영웅' (실황녹음)>, <모차르트 교향곡 29번>, 피아니스트 손열음과 함께한 네빌 마리너 2주기 기념 국내 콘서트투어 등도 많은 음악애호가들의 호평을 받은 바 있다. 현재는 예술의전당에서 <슈만 교향곡 & 협주곡 전곡시리즈>를 진행중이다.
2016년부터 2018년까지는 사회적협동조합 이음(이사장: 김종민 전 문화부장관)과 사회공헌을 위한 협약을 맺고 사회취약계층의  문화향유기회 확대를 위한 사업에 적극 동참하기도 했다. 2020년부터는 서울특별시 전문예술단체에 지정되며 뛰어난 역량에 공공성까지 겸비한 악단으로 그 외연을 점차 확장해 나가고 있으며, 도시 서울의 위상에 걸맞는 국제적 수준의 공연문화조성에 기여하기 위해서도 노력하고 있다. ‘건강한 음악을 대중에게 선사하는 순수한 사명감과 자부심’이 이들의 모토이다.

## 정기연주회 기록
| 공연회차(날짜) 부제 | 공연회차(날짜) 부제 | 프로그램 | 공연장                                                      | 출연                                                                                            |
| ------------------- | --- | --- | ----------------------------------------------------------- | ----------------------------------------------------------------------------------------------- |
| 2014                | 제1회 정기연주회 (5.8) 창단연주회 | 시벨리우스 : 현악 오케스트라를 위한 즉흥곡 Sibelius : Impromptu for String Orchestra 모차르트 : 바이올린 협주곡 제1번 Mozart : Violin Concerto No. 1 in B♭, KV 207 모차르트 : 현을 위한 디베르티멘토 Mozart : Divertimento in D for Strings, KV 136 엘가 : 서주와 알레그로 Elgar : Introduction and Allegro, Op. 47          | 서울 세종문화회관                                           | 이규서(지휘) 김봄소리(바이올린)                                                                 |
| 2014                | 제2회 정기연주회 (12.29) 이경선의 사계                                                                                                | 비발디 : 바이올린 협주곡 모음 '사계[四季]' 전곡 Vivaldi : Violin Concertos 'Four Seasons' 볼프 : 이탈리아 세레나데 Wolf : Italian Seneade 베르디 : 현악사중주 Verdi : String Quartet in e minor (Orchestra Version) | 서울 예술의전당                                             | 이규서(지휘) 이경선(바이올린)                                                                   |
| 2015                | 제3회 정기연주회 (9.3) 윤혜리의 모차르트 플루트 협주곡                                                                                | 모차르트 : 라우다테 도미눔 Mozart : Laudate Dominum, KV 339 (Orchestra Version) 모차르트 : 플루트 협주곡 1번 Mozart : Flute Concerto No. 1 in G, KV 313 하이든 : 교향곡 제45번 Haydn : Symphony No. 45 in f# minor 'Abschiedssinfonie'                                                                                       | 서울 예술의전당                                             | 이규서(지휘) 윤혜리(플루트)                                                                     |
| 2016                | 제4회 특별정기연주회 (3.3) Best loved Serenades                                                                                       | 엘가 : 현악 오케스트라를 위한 세레나데 Elgar : Serenade in e minor for String Orchestra, Op. 20 모차르트 : 현을 위한 세레나데 Mozart : Serenade in G for Strings, KV 525 'Eine kleine Nachtmusik' 드보르작 : 현악 오케스트라를 위한 세레나데 Dvorak : Serenade for String Orchestra, Op. 22                                  | 서울 예술의전당                                             | 이규서(지휘)                                                                                    |
| 2016                | 제5회 정기연주회 (9.2) OES의 모차르트 교향곡 40번                                                                                     | 모차르트 : 플루트 협주곡 2번 Mozart : Flute Concerto in D, KV 314 모차르트 : 교향곡 제40번(초판본) Mozart : Symphony No. 40 in g minor, KV 550 (1st Version) | 서울 예술의전당                                             | 이규서(지휘) 조성현(플루트)                                                                     |
| 2017                | 제6회 정기연주회 (2.25) OES의 슈베르트 죽음과 소녀                                                                                    | 바흐 : 비올라 협주곡 J. C. Bach : Viola Concerto in c minor 슈베르트 : 현악사중주 제14번 '죽음과 소녀' Schubert : String Quartet No. 14 in d minor, D. 810 'Der Tod und das Mädchen' | 서울 예술의전당                                             | 이규서(지휘) 이승원(비올라)                                                                     |
| 2017                | 제7회 정기연주회 (8.11) OES의 Romantic Night                                                                                          | 멘델스존 : 바이올린 협주곡 d단조 Mendelssohn : Violin Concerto in d minor, MWV 3 차이코프스키 : 현을 위한 세레나데 Tchaikovsky : Serenade for Strings in C, Op. 48 | 서울 예술의전당                                             | 이규서(지휘) 장유진(바이올린)                                                                   |
| 2018                | 제8회 정기연주회 (3.3) OES의 쇤베르크 정화된 밤                                                                                       | 베베른 : 현악 오케스트라를 위한 느린 악장 Webern : Langsamer Satz for String Orchestra 백병동/전상직 : 현을 위한 파사칼리아 Paik/Jun : Passacaglia for Strings (1997/2006) 쇤베르크 : 정화된 밤 Schoenberg : Verklärte Nacht, op. 4                                                                                          | 서울 예술의전당                                             | 이규서(지휘)                                                                                    |
| 2018                | 제9회 정기연주회 (8.16) - 베토벤 교향곡 & 피아노 협주곡 전곡시리즈 I OES의 베토벤 교향곡 1 & 6번                                      | 베토벤 : 교향곡 1번 Beethoven : Symphony No. 1 in C, Op. 21 베토벤 : 피아노 협주곡 1번 Beethoven : Piano Concerto No. 1 in C, Op. 15 베토벤 : 교향곡 6번 '전원' Beethoven : Symphony No. 6 in F, Op. 68 'Pastorale' | 서울 예술의전당                                             | 이규서(지휘) 이진상(피아노)                                                                     |
| 2018                | 국내 투어연주 (10.7, 9 & 12) 손열음의 아마데우스                                                                                      | 모차르트 : 디베르티멘토 2번 Mozart : Divertimento in B♭, KV 137 모차르트 : 피아노 협주곡 8번 '뤼초프' Mozart : Piano Concerto No. 8 in C, KV 246 'Lützow-Concerto' 모차르트 : 교향곡 41번 '주피터' Mozart : Symphony No. 41 in C, KV 551 'Jupiter' 모차르트 : 피아노 협주곡 21번 Mozart : Piano Concerto No. 21 in C, KV 467 | 서울 예술의전당, 광주 문화예술회관, 전주 한국소리문화의전당 | 이규서(지휘) 손열음(피아노)                                                                     |
| 2019                | 제10회 정기연주회 (2.23) - 베토벤 교향곡 & 피아노 협주곡 전곡시리즈 II OES의 베토벤 교향곡 2 & 4번                                    | 베토벤 : 교향곡 4번 Beethoven : Symphony No. 4 in B♭, Op. 60 베토벤 : 피아노 협주곡 2번 Beethoven : Piano Concerto No. 2 in B♭, Op. 19 베토벤 : 교향곡 2번 Beethoven : Symphony No. 2 in D, Op. 36 | 서울 예술의전당                                             | 이규서(지휘) 문지영(피아노)                                                                     |
| 2019                | 제11회 정기연주회 (8.30) - 베토벤 교향곡 & 피아노 협주곡 전곡시리즈 III OES의 베토벤 교향곡 7 & 8번                                   | 베토벤 : 교향곡 8번 Beethoven : Symphony No. 8 in F, Op. 93 베토벤 : 피아노 협주곡 3번 Beethoven : Piano Concerto No. 3 in c minor, Op. 37 베토벤 : 교향곡 7번 Beethoven : Symphony No. 7 in A, Op. 92 | 서울 예술의전당                                             | 이규서(지휘) 김태형(피아노)                                                                     |
| 2020                | 제12회 정기연주회 (8.18) - 베토벤 교향곡 & 피아노 협주곡 전곡시리즈 IV OES의 베토벤 교향곡 5번                                        | 베토벤 : 피아노 협주곡 4번 Beethoven : Piano Concerto No. 4 in G, Op. 58 베토벤 : 교향곡 5번 Beethoven : Symphony No. 5 in c minor, Op. 67 | 서울 예술의전당                                             | 이규서(지휘) 김규연(피아노)                                                                     |
| 2021                | 제13회 정기연주회 (8.31) - 베토벤 교향곡 & 피아노 협주곡 전곡시리즈 V OES의 베토벤 교향곡 3번                                         | 베토벤 : 피아노 협주곡 5번 '황제' Beethoven : Piano Concerto No. 5 in E-flat, Op. 73 베토벤 : 교향곡 3번 '영웅' Beethoven : Symphony No. 3 in E-flat, Op. 55 'Eroica' | 서울 예술의전당                                             | 이규서(지휘) 최희연(피아노)                                                                     |
| 2022                | 제14회 정기연주회 (2.15) - 슈만 교향곡 & 협주곡 전곡시리즈 I OES의 슈만 교향곡 4번                                                    | 슈만 : 첼로 협주곡 Schumann : Cello Concerto in a minor, Op. 129 슈만 : 교향곡 4번 Schumann : Symphony No. 4 in d minor, Op. 120 | 서울 예술의전당                                             | 이규서(지휘) 이정현(첼로)                                                                       |
| 2022                | 2022 예술의전당 아티스트 라운지(8월) & 제15회 정기연주회 (8.31) - 베토벤 교향곡 & 피아노 협주곡 전곡시리즈 VI OES의 베토벤 교향곡 9번 | 베토벤 : 교향곡 9번 '합창' Beethoven : Symphony No. 9 in d minor, Op. 125 ''Chorale | 서울 예술의전당                                             | 이규서(지휘) 이정혜(소프라노) 양송미(메조소프라노) 진성원(테너) 전승현(베이스) 서울모테트합창단 |
| 2023                | 제16회 정기연주회 (2.21) - 슈만 교향곡 & 협주곡 전곡시리즈 II OES의 슈만 교향곡 1번                                                   | 멘델스존 : 바이올린 협주곡 (마단조) Mendelssohn : Violin Concerto in e minor, Op. 64 슈만 : 교향곡 1번 '봄' Schumann : Symphony No. 1 in B-flat, Op. 38 | 서울 예술의전당                                             | 이규서(지휘) 송지원(바이올린)                                                                   |
| 2024                | 창단10주년 기념 제17회 정기연주회 (2024년 상반기) 슈만 교향곡 & 협주곡 전곡시리즈 III OES의 슈만 교향곡 3번                           | 슈만 : 바이올린 협주곡 Schumann : Violin Concerto in d minor, WoO. 1 슈만 : 교향곡 3번 '라인' Schumann : Symphony No. 3 in E-flat, Op. 97 "Rhenish" | 서울 예술의전당                                             | 이규서(지휘) 미정(바이올린)                                                                     |
| 2024                | 창단10주년 기념 제18회 정기연주회 (2024년 하반기) 슈만 교향곡 & 협주곡 전곡시리즈 IV OES의 슈만 교향곡 2번                            | 슈만 : 피아노 협주곡 Schumann : Piano Concerto in a minor, Op. 54 슈만 : 교향곡 2번 Schumann : Symphony No. 2 in C, Op. 61 | 서울 예술의전당                                             | 이규서(지휘) 미정(피아노)                                                                       |